# ビクター・オラディポ
ケヒンデ・ババトゥンデ・ビクター・オラディポ（Kehinde Babatunde Victor Oladipo, 1992年5月4日 - ）は、アメリカ合衆国メリーランド州シルバースプリング出身のプロバスケットボール選手。ポジションはシューティングガードまたはポイントガード。

## 経歴

### オーランド・マジック
インディアナ大学で活躍した後2013年のNBAドラフトにエントリーし、全体2位という高い評価を受けてオーランド・マジックから指名された。2013-14シーズン、2013年12月3日のフィラデルフィア・セブンティシクサーズ戦、26得点、10リバウンド、10アシストで自身初のトリプル・ダブルを記録。2014年2月20日のニューヨーク・ニックス戦では自己最高の30点14アシストを記録。このシーズンは80試合で平均31.1分、13.8得点、4.1リバウンド、4.1アシスト、1.6スティールを記録し、オールルーキー1stチームに選出され、新人王の投票ではマイケル・カーター＝ウィリアムスに次ぐ2位だった。
2014-15シーズン、2015年1月12日のシカゴ・ブルズ戦と1月14日のヒューストン・ロケッツ戦では、2試合連続で30点以上の得点を記録した。このシーズンは72試合で平均35.7分、17.9得点、4.2リバウンド、4.1アシスト、1.7スティールを記録。
2015-16シーズン、2015年10月30日のオクラホマシティ・サンダー戦、21得点、13リバウンド、10アシストで自身2度目のトリプル・ダブルを記録。このシーズンは72試合で平均33.0分、16.0得点、4.8リバウンド、3.9アシスト、1.6スティールを記録。

### オクラホマシティ・サンダー
2016年のNBAドラフト開催日、サージ・イバーカらとのトレードでオクラホマシティ・サンダーに移籍。10月31日にサンダーと4年総額8400万ドルで契約を延長した。2016-17シーズンは67試合で平均33.2分、15.9得点、4.3リバウンド、2.6アシスト、1.2スティールを記録。

### インディアナ・ペイサーズ
2017-18シーズン開幕前の2017年7月1日、ポール・ジョージとのトレードでドマンタス・サボニスとともにインディアナ・ペイサーズへ移籍。8月5日には南アフリカ共和国・ヨハネスブルグで開催されたen:NBA Africa Game 2017にクリント・カペラやサージ・イバーカらと共にアフリカ代表として先発出場し、両チーム最多の28得点などを記録し、MVPを獲得した。12月10日のデンバー・ナゲッツ戦で自己最多の47得点、7リバウンド、6アシストを記録、試合はオーバータイムの末ペイサーズが126-116で勝利した。2018年のNBAオールスターゲームに初選出された。11月20日のオーランド・マジック戦で自身最多の7スティールを記録するなど、シーズン平均2.4スティールで初のスティール王を獲得した。このシーズンは75試合で平均34.0分、23.1得点、5.2リバウンド、4.3アシストを記録し、12試合で30得点以上を記録するなど、チームのエースにまで成長する大きな飛躍を遂げ、自身初のオールNBAチーム（3rd）を受賞した。プレーオフ1回戦、対クリーブランド・キャバリアーズの初戦で32得点を記録、98-80で勝利した。第6戦で自身プレーオフ初のトリプル・ダブルとなる28得点、13リバウンド、10アシストを記録、試合は121-87で勝利した。最終第7戦で30得点、12リバウンドを記録、試合は105-101で敗れシーズン終了となった。
2018-19シーズン、2019年1月24日のトロント・ラプターズ戦で右脚大腿四頭筋の腱を断裂する重傷を負った。
2019-20シーズン開幕前にトレードでマルコム・ブログドンが加入した。右脚の負傷から1年ぶりとなる2020年1月29日のシカゴ・ブルズ戦で復帰し、13試合に出場したが、シーズン中断となった。カンファレンス5位のマイアミ・ヒートとのプレーオフ1回戦は4連敗でシーズン終了となった。ブログドンの加入により自身のアシストは大幅に減った。

### ヒューストン・ロケッツ
2021年1月にペイサーズとブルックリン・ネッツ、クリーブランド・キャバリアーズ、ヒューストン・ロケッツの4チームが絡む大型トレードで、ロケッツに移籍することが発表された。

### マイアミ・ヒート
2021年3月25日にエイブリー・ブラッドリー、ケリー・オリニク、ドラフト指名権とのトレードでマイアミ・ヒートへ移籍した。
2020-21シーズン終了後、2021年8月7日にヒートと1年ミニマムで再契約を交わした。
2021-22シーズン終了後にヒートと新たに2年契約を結んだ。2年目はプレイヤーオプションとなる。
2022-23シーズンのプレーオフ、ミルウォーキー・バックスとの1回戦で左膝の膝蓋腱を痛めて手術を受け、残りの試合を全休した。オフにプレイヤーオプションを行使した。
2023年7月6日に金銭とのトレードで、ドラフト2巡目指名権と共にかつて所属したサンダーへ移籍した。10月17日にケビン・ポーター・ジュニア、複数の2巡目指名権とのトレードでジェレマイア・ロビンソン＝アールと共に、同じくかつて所属したロケッツへ移籍した。
ロケッツでは出場がないまま、2024年2月1日にスティーブン・アダムズとのトレードで、メンフィス・グリズリーズへ移籍した。その後、9日に解雇された。

## 個人成績

### NBA

#### レギュラーシーズン
| シーズン     | チーム       | GP  | GS  | MPG  | FG%  | 3P%  | FT%  | RPG | APG | SPG | BPG | PPG  |
| ------------ | ------------ | --- | --- | ---- | ---- | ---- | ---- | --- | --- | --- | --- | ---- |
| 2013–14      | ORL          | 80  | 44  | 31.1 | .419 | .327 | .780 | 4.1 | 4.1 | 1.6 | .5  | 13.8 |
| 2014–15      | ORL          | 72  | 71  | 35.7 | .436 | .339 | .819 | 4.2 | 4.1 | 1.7 | .3  | 17.9 |
| 2015–16      | ORL          | 72  | 52  | 33.0 | .438 | .348 | .830 | 4.8 | 3.9 | 1.6 | .8  | 16.0 |
| 2016–17      | OKC          | 67  | 67  | 33.2 | .442 | .361 | .753 | 4.3 | 2.6 | 1.2 | .3  | 15.9 |
| 2017–18      | IND          | 75  | 75  | 34.0 | .477 | .371 | .799 | 5.2 | 4.3 | 2.4 | .8  | 23.1 |
| 2018–19      | IND          | 36  | 36  | 31.9 | .423 | .343 | .730 | 5.6 | 5.2 | 1.7 | .3  | 15.9 |
| 2019–20      | IND          | 19  | 16  | 27.8 | .394 | .317 | .814 | 3.9 | 2.9 | .9  | .2  | 14.5 |
| 2020–21      | IND          | 9   | 9   | 33.3 | .421 | .362 | .730 | 5.7 | 4.2 | 1.7 | .2  | 20.0 |
| 2020–21      | HOU          | 20  | 20  | 33.5 | .407 | .320 | .783 | 4.8 | 5.0 | 1.2 | .5  | 21.2 |
| 2020–21      | MIA          | 4   | 4   | 27.8 | .372 | .235 | .667 | 3.5 | 3.5 | 1.8 | .5  | 12.0 |
| 2021–22      | MIA          | 8   | 1   | 21.6 | .479 | .417 | .737 | 2.9 | 3.5 | .6  | .1  | 12.4 |
| 2022–23      | MIA          | 42  | 2   | 26.3 | .397 | .330 | .747 | 3.0 | 3.5 | 1.4 | .3  | 10.7 |
| 通算         | 通算         | 504 | 397 | 32.2 | .436 | .347 | .788 | 4.5 | 3.9 | 1.6 | .5  | 16.9 |
| オールスター | オールスター | 1   | 0   | 15.0 | .375 | .167 | ---  | 2.0 | 3.0 | 3.0 | .0  | 7.0  |

- 2019年のNBAオールスターゲームは選出されながら不出場

#### プレーオフ
| シーズン  | チーム    | GP | GS | MPG  | FG%  | 3P%  | FT%   | RPG | APG | SPG | BPG | PPG  |
| --------- | --------- | -- | -- | ---- | ---- | ---- | ----- | --- | --- | --- | --- | ---- |
| 2017      | OKC       | 5  | 5  | 36.2 | .344 | .240 | 1.000 | 5.6 | 2.0 | 1.4 | .6  | 10.8 |
| 2018      | IND       | 7  | 7  | 37.3 | .417 | .404 | .732  | 8.3 | 6.0 | 2.4 | .4  | 22.7 |
| 2020      | IND       | 4  | 4  | 30.8 | .393 | .364 | .938  | 3.3 | 2.5 | 2.3 | .0  | 17.8 |
| 2022      | MIA       | 15 | 1  | 24.5 | .368 | .274 | .792  | 3.4 | 2.1 | 1.3 | .3  | 10.6 |
| 2023      | MIA       | 2  | 0  | 22.5 | .526 | .400 | .333  | 3.5 | 1.0 | 1.0 | .5  | 11.5 |
| 出場：5回 | 出場：5回 | 33 | 17 | 29.6 | .391 | .330 | .790  | 4.8 | 2.9 | 1.6 | .3  | 14.1 |

### カレッジ
| シーズン | チーム       | GP  | GS | MPG  | FG%  | 3P%  | FT%  | RPG | APG | SPG | BPG | PPG  |
| -------- | ------------ | --- | -- | ---- | ---- | ---- | ---- | --- | --- | --- | --- | ---- |
| 2010–11  | インディアナ | 32  | 5  | 18.0 | .547 | .308 | .612 | 3.7 | .9  | 1.1 | .2  | 7.4  |
| 2011–12  | インディアナ | 36  | 34 | 26.7 | .471 | .208 | .750 | 5.3 | 2.0 | 1.4 | .6  | 10.8 |
| 2012–13  | インディアナ | 36  | 36 | 28.4 | .599 | .441 | .746 | 6.3 | 2.1 | 2.2 | .8  | 13.6 |
| 通算     | 通算         | 104 | 75 | 24.6 | .538 | .338 | .716 | 5.2 | 1.7 | 1.5 | .5  | 10.7 |